# Zuismus
Zuismus (Zuism) ist eine isländische Bewegung, die als Glaubensgemeinschaft zur Ausübung der sumerischen Religion auftritt. Der Zuism wird in der Berichterstattung als Zuismus ins Deutsche übersetzt; seine Anhänger bezeichnen sich als Zúistar. Zwischen 2015 und 2017 standen die Zúistar unter der Leitung einer Personengruppe, die mit Hilfe der zuistischen Gemeinschaft ihren Protest gegen die isländische Form einer Kirchensteuer, das sogenannte sóknargjald, zum Ausdruck bringen wollte, und erlebten in dieser Zeit einen starken Mitgliederzuwachs. Ende 2019 wurde die Auflösung der Gemeinschaft angekündigt, dies wurde aber bis jetzt (Stand Ende 2024) nicht umgesetzt.

## Geschichte
Zuism wurde 2013 als religiöse Gemeinschaft in Island registriert. Das isländische statistische Amt Hagstofa Íslands verzeichnete für 2014 nur zwei Mitglieder, mit Stand April 2015 vier. Zuism war damit in Gefahr, die staatliche Anerkennung als Religionsgemeinschaft aufgrund von Inaktivität zu verlieren. Ende 2015 erlebten die Zuisten innerhalb weniger Tage einen so starken Mitgliederzuwachs, dass sie nun zu den größten Religionsgemeinschaften Islands gehörten. Am 30. November 2015 waren 1124 Zuisten registriert, womit Zuism bereits die achtgrößte Religionsgemeinschaft Islands war und mit ihren Mitgliedern unter anderem die Anzahl registrierter Muslime (etwa 800) deutlich übertraf. Einen Tag später hatte sich die Anzahl der Mitglieder schon fast verdreifacht und lag bei knapp 3000, womit Zuism vorübergehend auch die Mitgliederzahl der seit 1972 bestehenden neuheidnischen Ásatrúarfélagið übertraf, die mit Stand vom April 2015 die sechstgrößte isländische Religionsgemeinschaft war. Inzwischen hat Ásatrúarfélagið mit 3583 Mitgliedern zu Beginn des Jahres 2017 die Zúistar mit 2845 Mitgliedern (Stand ebenfalls zu Jahresbeginn 2017) wieder überrundet.
Die Zúistar bezeichnen sich als „Plattform für ihre Mitglieder, eine Religion der alten Sumerer zu praktizieren“, bekannten sich aber 2015 dazu, dass das eigentliche Ziel ihrer Organisation die Abschaffung von Gesetzen sei, die religiösen Organisationen Privilegien finanzieller oder anderer Art zukommen lassen. Die damalige Leitung der Zúistar wollte den Mitgliedern das sóknargjald, das den Zúistar als staatlich anerkannter Glaubensgemeinschaft zusteht, vollumfänglich erstatten, wobei die isländischen Steuerbehörden darauf mit der Ankündigung reagierten, dass in diesem Falle Einkommensteuer auf die Rückerstattung zu entrichten sei. Eine weitere Forderung der Zúistar bestand darin, das staatliche Register der Religionszugehörigkeit der Isländer abzuschaffen. Wenn ihre Ziele erfüllt sind, sollte die Organisation aufgelöst werden. Der Guardian berichtete, dass diese Ausrichtung auf eine „Übernahme“ der zuistischen Bewegung durch eine Gruppe von Bürgern zurückzuführen sei.
Es bestand ein Konflikt um die Leitung der Gemeinschaft. Dem sogenannten „Senat“ (öldungaráð), einer Gruppe von Personen, unter der die Zuisten 2015 ihren starken Mitgliederzuwachs zu verzeichnen hatten, gelang es nicht, eine Gesellschaft zu registrieren, die das sóknargjald hätte entgegennehmen und ihren Mitgliedern auszahlen können. Die Auszahlung der Gelder an die Zuisten wurde bis zur Klärung der Leitungsfrage auf Eis gelegt. Nachdem sich im Herbst 2017 herausgestellt hatte, dass die isländischen Zuisten rechtlich immer noch unter der Leitung ihres ursprünglichen Gründers Ágúst Arnar Ágústsson standen, hat der „Senat“ erklärt, die Auseinandersetzung verloren zu haben und zum Austritt aus der zuistischen Gemeinschaft aufgerufen. Ágúst Arnar Ágústsson hingegen hat zugleich zu weiteren Eintritten aufgerufen und erklärt, dass das sóknargjald nun erstattet werden könne, alternativ könnten die Mitglieder auch einen Einsatz zu wohltätigen Zwecken wählen.
Im Februar 2019 hatte Ágúst Arnar Ágústsson mitgeteilt, von der Leitung der Zúistar zurücktreten zu wollen und dass bald ein neuer Leiter bekanntgegeben werde. Im Dezember 2019 folgte jedoch die Ankündigung, dass die Gemeinschaft aufgelöst und ihr Vermögen an die Mitglieder und wohltätige Organisationen verteilt werde, sobald die laufenden Rechtsstreitigkeiten abgeschlossen seien. Ende 2020 wurden Ágúst Arnar Ágústsson und sein Bruder Einar wegen Unterschlagung und Geldwäsche angeklagt. Im April 2022 wurden sie freigesprochen. Trotz der 2019 angekündigten Auflösung der Zúistar und starken Mitgliederschwunds hatte die Gemeinschaft am 1. Oktober 2021 noch 691 Mitglieder. Dabei hatte sie mit einer Abnahme von 225 Mitgliedern oder 24,6 % seit Dezember 2020 den stärksten Rückgang aller registrierten isländischen Glaubensgemeinschaften in diesem Zeitraum zu verzeichnen. Mit Stand vom Dezember 2024 waren die Zúistar immer noch als aktive Gemeinschaft mit Ágúst Arnar Ágústsson als Vorsitzendem im isländischen Handelsregister eingetragen und hatten 418 Mitglieder.
Auf der Website der Zúistar wurde als langfristiges Ziel der Gemeinschaft genannt, eine Zikkurat in Island zu errichten.